# Cemí

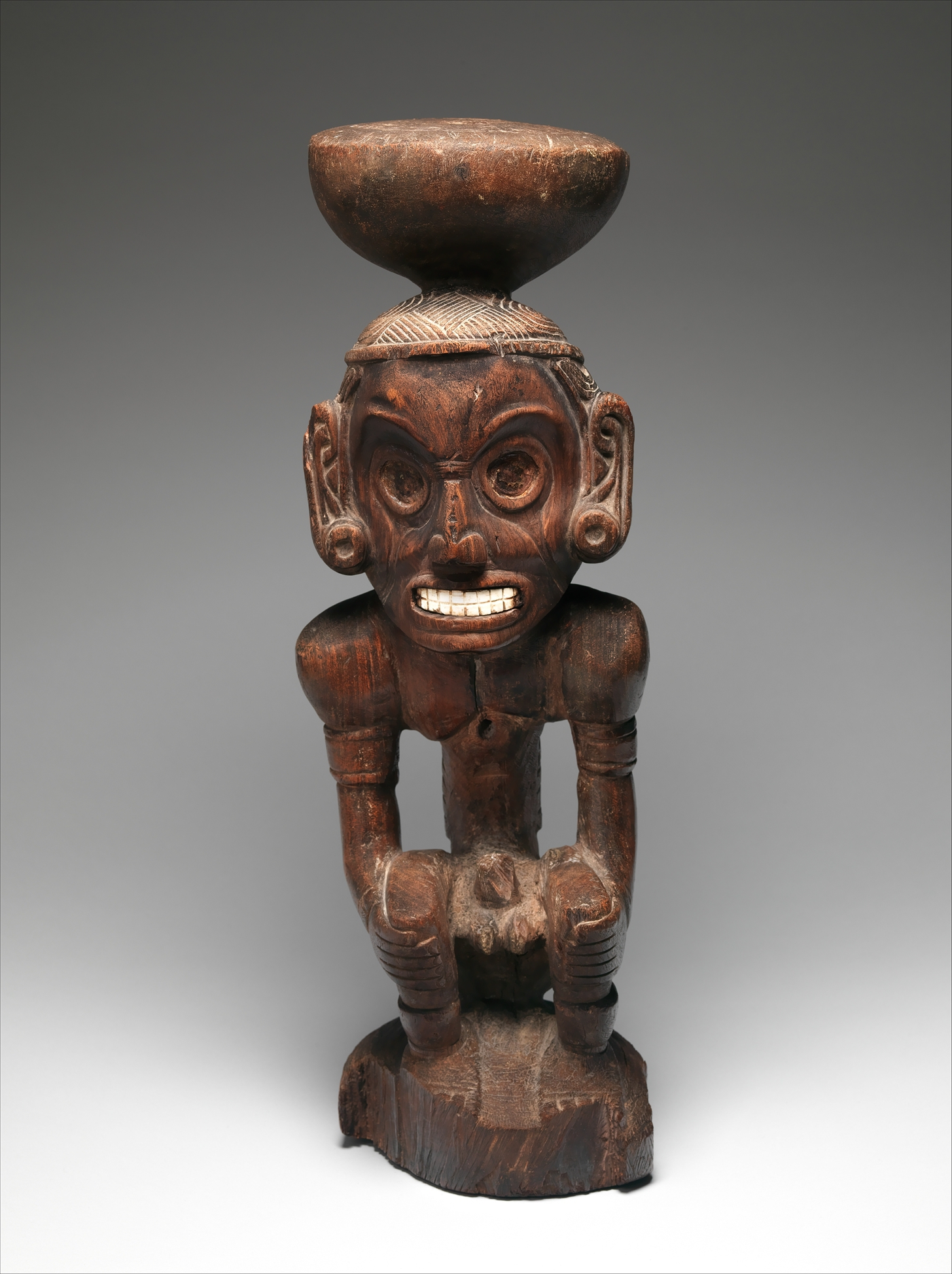
Cemí labrado en palofierro con incrustaciones de concha. 68.5 cm de altura. Se empleaba en la ceremonia de la cohoba, lo que se deduce del recipiente integrado que porta sobre la cabeza. Probablemente procede de la República Dominicana y fue elaborado alrededor de los siglos XV-XVI.

Cemí o zemí es un concepto taíno que designa tanto a una deidad o espíritu ancestral como a ciertos objetos esculturales que alojan a dichos espíritus. Los materiales con los que se confeccionaban los cemíes eran variados; algunos eran de madera, cerámica y otros incluso eran elaborados con fibras textiles. Ciertos cemíes contenían restos humanos o algunos objetos que estaban asociados con el espíritu que representaban. El culto a los cemíes también está documentado entre algunas tribus caribes y ciertas zonas de América del Sur.

## Culto a los cemíes

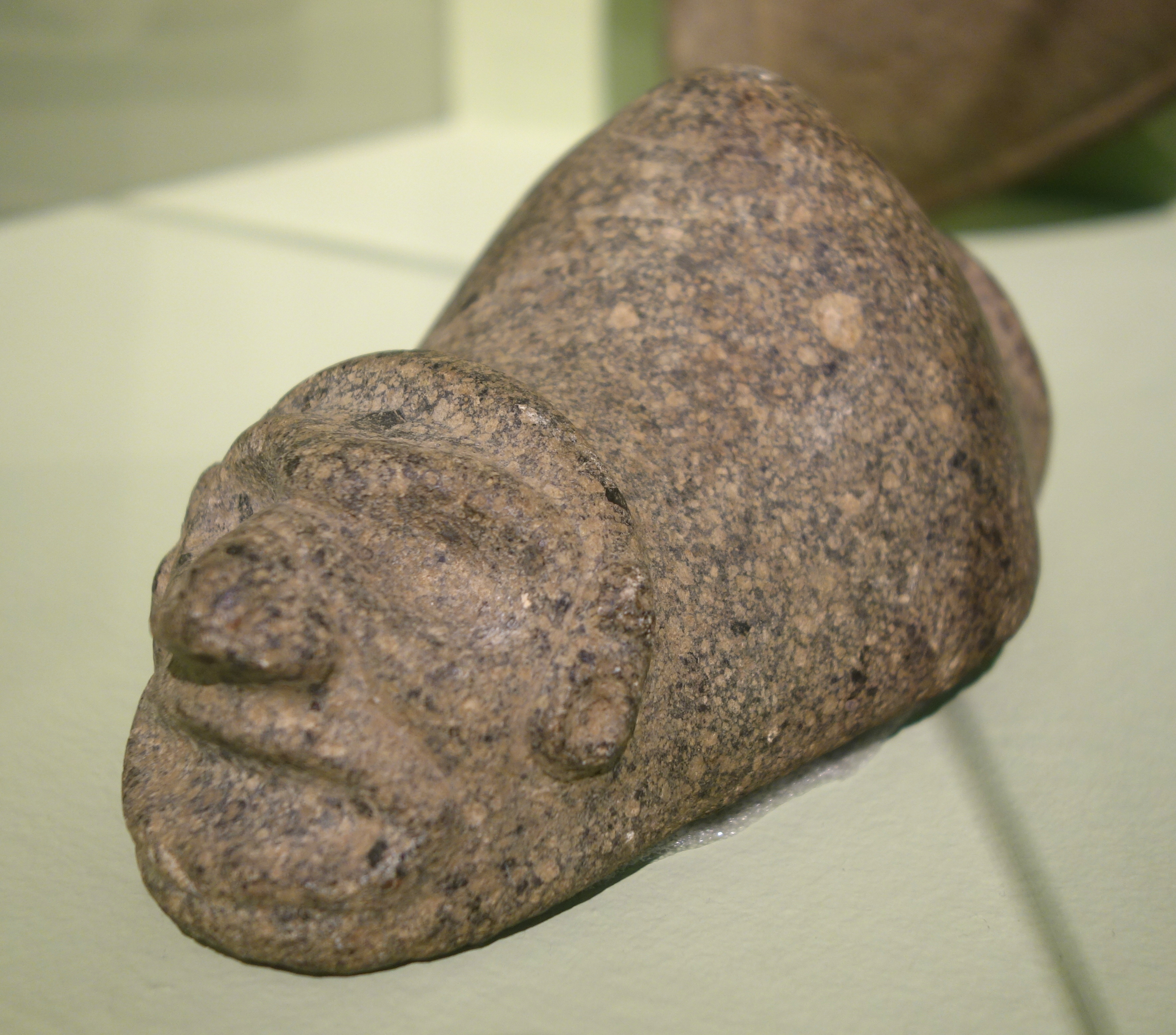
Escultura de tres puntas con cara tallada - Museo de Arte de Fitchburg, EE. UU.

Uno de los primeros europeos en registrar el modo de vida de los taínos de las Antillas fue Ramón Pané, quien acompañaba a Cristóbal Colón en su segundo viaje a las Indias Occidentales. De hecho, él es quien introdujo el uso del término autóctono para denominar un fenómeno que los europeos no conocían. De acuerdo con Pané, la religión taína estaba centrada en el culto a dos principales divinidades. Yúcahu era el dios de la yuca y de los mantenimientos, y Atabey era diosa de la lluvia, los ríos y el mar. Otros dioses menores gobernaban otras fuerzas naturales. Todos ellos eran concebidos como cemíes. Por ejemplo, Boinayel, el dador de la lluvia, era un cemí que tenía el poder de hacer llover.
Los espíritus de los antepasados también eran considerados como cemíes, y de tal manera eran honrados. Entre estos cemíes, ocupaban un lugar muy especial los caciques antiguos. Los huesos y cráneos de estos personajes eran incorporados en la escultura o eran alojados en relicarios que recibían el culto correspondiente. Algunos cemíes eran alojados en santuarios, pero de acuerdo con Pané, cada familia podía poseer sus propios cemíes a los que ofrendaban con alimentos.
El poder de los cemíes era invocado en el caso de enfermedad y en rituales adivinatorios. En esas ocasiones, se dibujaban o tatuaban imágenes de los cemíes en el cuerpo del sacerdote, a quienes los taínos llamaban bohuti o buhuithu. Los miembros de un linaje podían invocar especialmente a los propios cemíes relicarios.

## Arte

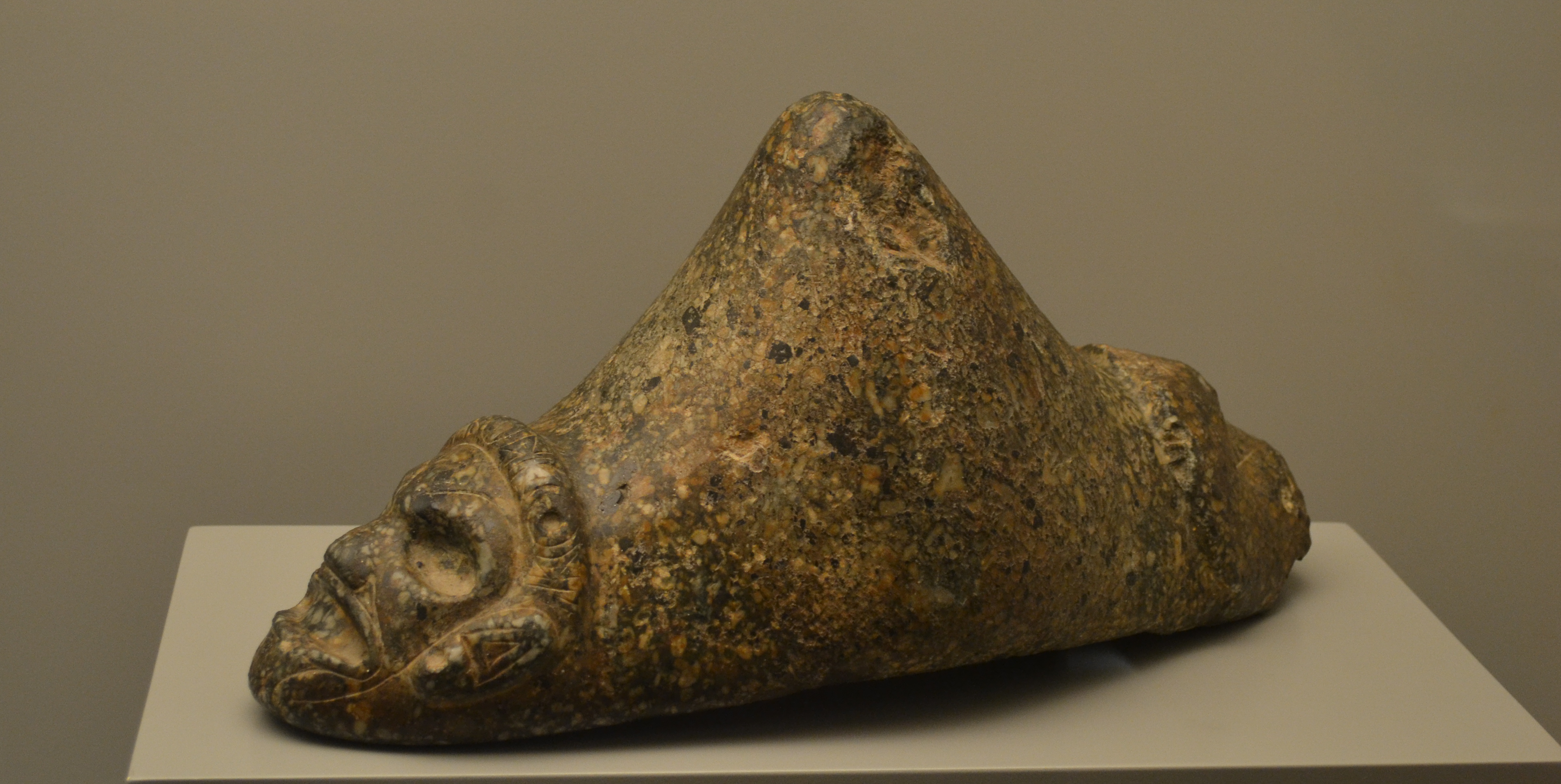
Trigonolito. Museo de América.

La representación de los cemíes adoptó diversas formas, pero una de las más características es la de los trigonolitos que, como su nombre indica, son piezas de piedra labrada con forma aproximadamente triangular. Existen varios tipos de trigonolitos, los más representativos tienen rostros humanos o animales labrados en una de sus caras y se ha propuesto que algunos de ellos representan a la divinidad creadora o a alguna otra fuerza natural. Los trigonolitos se encuentran especialmente en el oriente de la República Dominicana y en Puerto Rico, aunque hay objetos similares de cerámica procedentes de las Antillas Menores, Venezuela y Colombia que se han fechado alrededor del año 200 a. C.
Los cemíes fueron esculpidos en una gran variedad de materiales, incluyendo hueso, cerámica, concha, madera, arenisca y otras piedras. Su presencia se documentó en todas las Antillas Mayores y otras islas del Caribe. Los más altos de ellos alcanzaron más de un metro de altura. En su mayoría son representaciones antropomórficas individuales, pero también hubo cemíes que representaban a gemelos o a ciertos animales. Son pocos los cemíes de madera o de materiales perecederos que se han conservado, y en general fueron objeto de destrucción por parte de los españoles.
Como en el caso de otros objetos arqueológicos, varios cemíes han sido llevado fuera de los países donde fueron encontrados. Dos de los más elaborados se encuentran en museos europeos. En el Museo de Etnología de Viena se encuentra un cemí relicario, probablemente confeccionado en 1530. Para su manufactura se emplearon cuentas de concha blanca y roja, algodón, semillas negras, vidrio, perlas y obsidiana.Por otro lado, el cemí del Museo Pigorini, considerado hasta 1952 como un fetiche africano, exhibe una combinación de influencias africanas y europeas sobre el sustrato del arte nativo.